# Womens Western Open
Western Open var en professionell golftävling för damer på den amerikanska LPGA-touren som spelades första gången 1930. När LPGA grundades 1950 betraktades tävlingen som en major även retroaktivt från dess början. Tävlingen hölls sista gången 1967.

## Segrare
| År   | Segrare         |
| 1967 | Kathy Whitworth |
| 1966 | Mickey Wright   |
| 1965 | Susie Maxwell   |
| 1964 | Carol Mann      |
| 1963 | Mickey Wright   |
| 1962 | Mickey Wright   |
| 1961 | Mary Lena Faulk |
| 1960 | Joyce Ziske     |
| 1959 | Betsy Rawls     |
| 1958 | Patty Berg      |
| 1957 | Patty Berg      |
| 1956 | Beverly Hanson  |
| 1955 | Patty Berg      |
| 1954 | Betty Jameson   |
| 1953 | Louise Suggs    |
| 1952 | Betsy Rawls     |
| 1951 | Patty Berg      |
| 1950 | Babe Zaharias   |
| 1949 | Louise Suggs    |

| År   | Segrare          |
| 1948 | Patty Berg       |
| 1947 | Louise Suggs     |
| 1946 | Louise Suggs     |
| 1945 | Babe Zaharias    |
| 1944 | Babe Zaharias    |
| 1943 | Patty Berg       |
| 1942 | Betty Jameson    |
| 1941 | Patty Berg       |
| 1940 | Babe Zaharias    |
| 1939 | Helen Dettweiler |
| 1938 | Bea Barrett      |
| 1937 | Betty Hicks      |
| 1936 | Opal Hill        |
| 1935 | Opal Hill        |
| 1934 | Marian McDougall |
| 1933 | June Beebe       |
| 1932 | Jane Weiller     |
| 1931 | June Beebe       |
| 1930 | Mrs. Lee Mida    |